# Saccharomyces boulardii
Espèce
 Mise en garde médicale
Saccharomyces boulardii est une souche tropicale de levure utilisée comme antidiarrhéique. Elle a été isolée pour la première fois en 1923 à partir de fruits de litchis et de mangoustans par le scientifique français Henri Boulard.

## Taxonomie
D'un point de vue taxonomique, cette levure est clairement une variété de Saccharomyces cerevisiae. Le nom de boulardii n'est pas accepté par les taxonomistes.
S. boulardii est commercialisée sous forme lyophilisée, sous des noms de marques tels que Floratil, Florestor, Reflor, Florastor, Ultra-Levure, Perenterol, Enterol, Bioflor, Inteflora, Precosa.

## Description
S. boulardii est un microorganisme eucaryote unicellulaire mycète, se trouvant sous la forme de cellules individuelles, ovale ou sphérique, mesurant entre 5 et 10 µm, se multiplie par bourgeonnement.

## Effet probiotique
S. boulardii pourrait « maintenir et restaurer le microbiote intestinal du gros intestin ainsi que celui de l'intestin grêle »" affirmation qui mériterait d'être éclaircie car cette levure n'appartient pas au microbiote normal humain. On parle de probiotique.
S. boulardii serait un probiotique plus efficace que la bactérie lactobacillus. C'est après avoir observé des populations de l'Asie du Sud-Est mâcher la peau de litchis et de mangoustans afin d'essayer de contrôler les symptômes du choléra, qu'Henri Boulard isola la première fois cette levure en 1920, ce qui ne démontre rien.

## Effets indésirables
S. boulardii est non pathogène et non systémique, autrement dit la levure reste dans le système digestif plutôt que de se répandre partout dans l'organisme[réf. nécessaire]. Elle se développe à la température inhabituellement élevée de 37 °C comme de nombreux Saccharomyces.
Toutefois on a observé des fongémies causées par cette levure chez des malades porteurs d'un cathéter veineux central,. La délivrance, y compris sous forme orale, est contrindiquée en cas de déficience immunitaire et la manipulation doit être faite selon certaines précautions.
Dans de rares cas, S. boulardii provoque de l'urticaire et dans de très rares cas des rougeurs avec démangeaisons, voire un œdème de Quincke.

## Études sur l'animal et l'humain

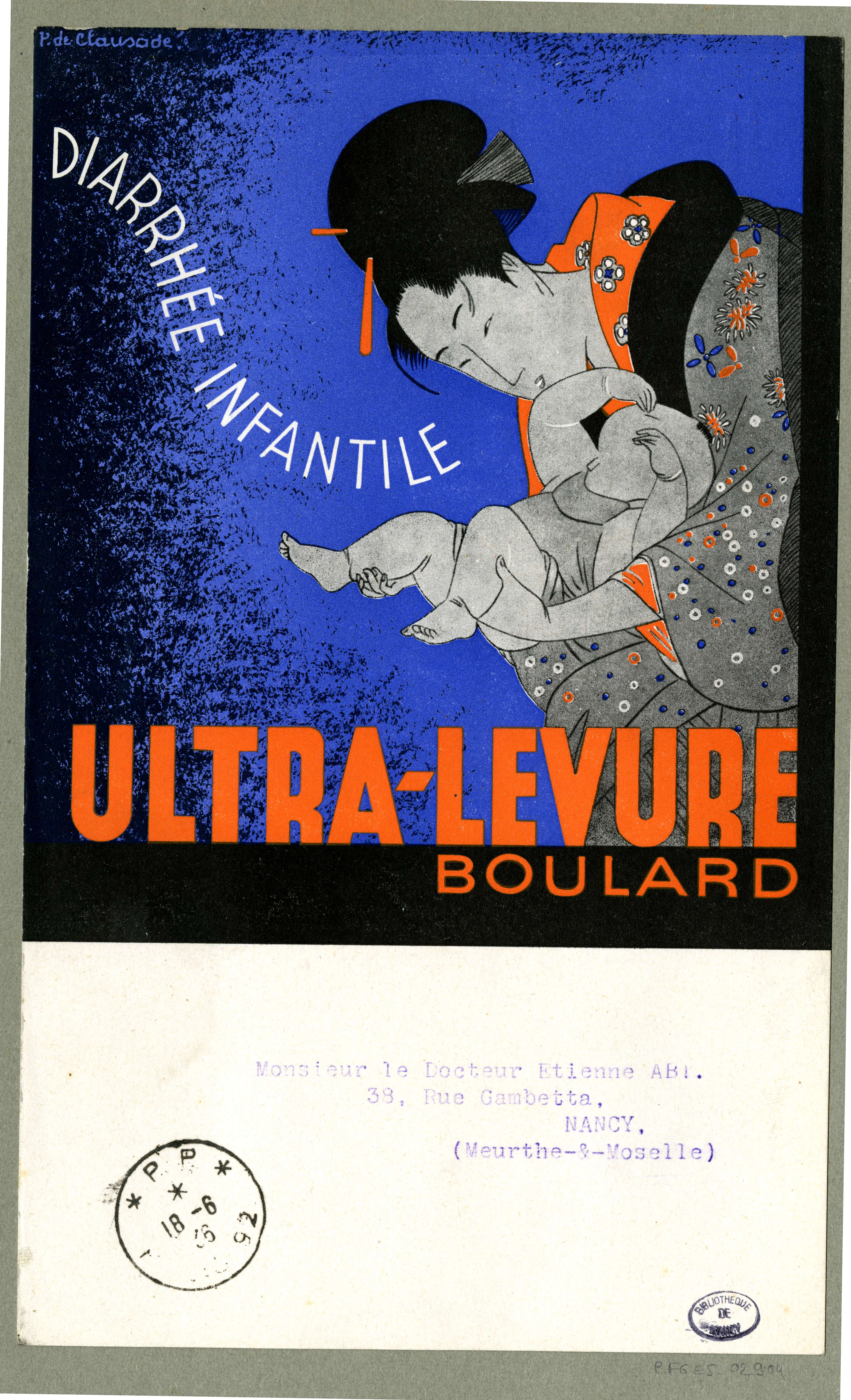
Illustration (1936)

Plusieurs mécanismes qui pourraient expliquer les effets protecteurs de S. boulardii ont été proposés à partir de l’étude chez l'humain ou l'animal des diarrhées ou infections intestinales associées à Clostridioides difficile [en abrégé « C. difficile »], diarrhées rares et concernant essentiellement des personnes âgées et malades. Le traitement par S. boulardii d’humains ou de rats augmenterait le taux intestinal de disaccharidases telles que la maltase ou la lactase. Des études complémentaires ont montré que la libération de polyamines par S. boulardii, pouvait expliquer cet effet trophique sur l’intestin grêle.
L’administration de S. boulardii à des rats augmente également le taux intestinal de la pièce sécrétoire des immunoglobulines et des IgA sécrétoires, indiquant que cette levure exerce un effet immunoprotecteur contre C. difficile et ses toxines. Le prétraitement d’animaux par S. boulardii les protège de la mort consécutive à une infection par C. difficile, et cet effet peut être médié par un effet de la levure sur la bactérie de C. difficile comme sur ses toxines A et B. Les résultats montrent que si l’on traite des rats avec S. boulardii avant de leur administrer la toxine A au niveau intestinal, les effets entérotoxiques de la toxine A seraient sensiblement réduits.
Des expériences ultérieures précisent que ces effets de S. boulardii sont médiés, au moins en partie, par une protéase, sécrétée par la levure, et capable de digérer la toxine A aussi bien que son récepteur intestinal in vitro. Ces résultats suggèrent que S. boulardii réduirait les effets intestinaux de la toxine A de C. difficile en digérant la molécule de toxine A, mais aussi son récepteur au niveau de la bordure en brosse intestinale.
Elle diminue la probabilité de survenue de certains effets secondaires dans la quadrithérapie d'élimination d'Helicobacter pylori.

## Mécanismes d'action
Plusieurs mécanismes seraient activés par S. boulardii lors d’une infection à C. difficile chez l'humain,
- la production d'une protéase à sérine qui clive la toxine A de C. difficile[8] et provoque une protéolyse de son récepteur intestinal,
- la stimulation immunitaire par la production dans l'intestin d’anticorps dirigés contre cette même toxine A[8],
- la stimulation de l’activité des disaccharidases intestinales, notamment par la libération de polyamines,
- l'inhibition de l'adhésion des bactéries[8],
- l'inhibition directe de la prolifération de C. diffïcile[8],
- l'amélioration mécanique de la biostructure fécale[8].

S. boulardii stimule la production de molécules anti-inflammatoires telles que le récepteur activé par les proliférateurs de peroxysomes gamma, dit PPAR-γ. Elle inhibe en outre les régulateurs majeurs de l’inflammation, notamment le facteur nucléaire κB, alias NF-κB, et les protéines kinases activées par les mitogènes, ou MAP kinases, ERK 1/2 et p38 (en). Cela a pour effet de réduire la production de cytokines proinflammatoires.
S. boulardii a en outre des effets sur les cellules T impliquées dans les maladies inflammatoires chroniques de l'intestin ou MICI.

## Doutes sur l'efficacité
L'ensemble des données exposées est de caractère publicitaire pour un médicament (Ultralevure) qui n'est plus aujourd'hui, en France, remboursé par la sécurité sociale vu le peu de preuves d'un quelconque effet sur la santé.
La flore intestinale normale ne contient pas de levures en quantité significative et la principale est Candida albicans.
D'autre part, la maladie à Clostridium difficile justifiant l'utilisation de S. "boulardii" , est suffisamment rare pour ne pas permettre de généraliser l'emploi à toutes les diarrhées comme prétendu dans l'introduction.

### Sources
1. ↑  (en) Alis van der Aa Kühle and Lene Jespersen, « The Taxonomic Position of Saccharomyces boulardii as Evaluated by Sequence Analysis of the D1/D2 Domain of 26S rDNA, the ITS1-5.8S rDNA-ITS2 Region and the Mitochondrial Cytochrome- c Oxidase II Gene », Systematic and Applied Microbiology, vol. 26, no 4,‎ 2003, p. 564-571
2. ↑  Vandenplas Y, Bacteria and yeasts in the treatment of acute and chronic infectious diarrhoea: Part I: Bacteria, 1999, 299–307 p.
3. ↑  (en) Saccharomyces boulardii: a probiotic now used world-wide for gastrointestinal health
4. ↑  http://cat.inist.fr/?aModele=afficheN&cpsidt=18218801
5. ↑  https://www.researchgate.net/publication/6254241_Invasive_infections_due_to_Saccharomyces_boulardii_(Ultra-levure)
6. ↑  « Saccharomyces boulardii (ultra-levure) : ajout d’une contre-indication chez les patients en état critique ou immunodéprimés », in Lettres aux professionnels de santé, ANSM, Saint Denis, 19 février 2018.
7. ↑  Nooshin Naghibzadeh, Fatemeh Salmani, Samira Nomiri et Tahmine Tavakoli, « Investigating the effect of quadruple therapy with Saccharomyces boulardii or Lactobacillus reuteri strain (DSMZ 17648) supplements on eradication of Helicobacter pylori and treatments adverse effects: a double-blind placebo-controlled randomized clinical trial », BMC gastroenterology, vol. 22, no 1,‎ 7 mars 2022, p. 107 (ISSN 1471-230X, PMID 35255819, PMCID 8903632, DOI 10.1186/s12876-022-02187-z, lire en ligne, consulté le 29 décembre 2022)
8. 1 2 3 4 5 6 7 8 9  E. Im & C. Pothoulakis, « Recent advances in Saccharomyces boulardii research », in Gastroentérologie clinique et biologique, vol. XXXIV, no 4, suppl. no 1, p. 67–75, Masson, Paris, septembre 2010  (ISSN 0399-8320).